# Hospital Español de Rosario
El Hospital Español es uno de los nosocomios privados más grandes de la ciudad de Rosario, provincia de Santa Fe, Argentina.
La obra del centro de salud fue gestionada por la Sociedad de Beneficencia del Hospital Español y levantada, en 1912, sobre terrenos donados por el Dr. Rafael Calzada y su esposa, Celina González Peña.
Cuenta con un total de 86 camas para internación y 4 habitaciones individuales para adultos; un centro materno infantil con atención ambulatoria y una sala de internación pediátrica, internación para maternidad y una unidad de neonatología. Además cuenta con 40 camas para tocoginecología, obstetricia y pediatría y 12 cunas para terapia neonatológica. También posee con una unidad de cuidados críticos y siete quirófanos.
En 2011 el hospital tuvo un total de 300.000 consultas, 5.000 cirugías, 2.000 nacimientos y 14.000 internaciones.